# مسجد الفلك
مسجد الفلك (بالملايو: Masjid Al-Falak ) هو المسجد الرئيسي في مدينة سوبانج جايا، يقع المسجد في سوبانج جايا التاسع في اقليم سلانغور في ماليزيا، يخدم المسجد المسلمين فقط من منطقة سوبانج جايا ولا يسمح لغير المسلمين بدخول المسجد.